# Casa al carrer Montsolís (Sant Hilari Sacalm)
La Casa al carrer Montsolís és una obra de Sant Hilari Sacalm (Selva) inclosa a l'Inventari del Patrimoni Arquitectònic de Catalunya.

## Descripció
Casa situada al nucli urbà, al carrer Montsolís, número 18.
Consta de planta baixa i pis, i té un ràfec amb entramat de fusta i una coberta en teula àrab.
A la planta baixa té una finestra en arc pla amb llinda, brancals i ampit de pedra; i al costat hi ha la porta d'entrada, amb llinda i brancals de pedra monolítica. A la llinda de la porta hi ha una data inscrita: 1808 (segurament pertany al moment de construcció de l'edifici).
Al pis hi ha dues finestres quadrangulars amb llinda, brancals i ampit de pedra.
Al costat esquerre de la casa hi ha un petit contrafort que dona solidesa a l'edificació.
La façana és fruit d'un treball en maçoneria i està arrebossada i pintada (tot i que actualment es troba en molt males condicions).

## Història
Per l'estil de l'edifici i la data que hi ha inscrita a la llinda de la porta d'entrada, podríem datar l'edifici entorn al segle xix.